# Hotel Royal Monceau
O Royal Monceau é um hotel de luxo situado na Avenue Hoche, no 8º distrito de Paris. Concebido pelo arquiteto Louis Duhayon, desde sua abertura, em 1928, tornou-se o ponto de encontro de vários artistas e celebridades. Dwight David Eisenhower, Winston Churchill, Maurice Chevalier, Walt Disney, Coco Chanel, Hemingway, Joséphine Baker, Joseph Kessel – e mais próximos de nós, Michel Polnareff, Madonna, Michael Jackson et Robert de Niro – já se hospedaram lá.

## História
A abertura do hotel data de 1928. Seus fundadores foram Pierre Bermont e André Junot, que detinham então 30% dos palácios na Franã, tais como os hotéis Miramar de Cannes e Biarritz, o Carlton de Paris, hotéis em Evian e o California de Paris. 
Em 1947,  Ho chi Min se hospeda lá durante sete semanas durante a conferência de Fontainebleau, que determina as relações franco-vietnamitas. 
Em maio de 1948, é nos salões do hotel que acontecem as negociações que levaram a David Ben Gourion e Golda Meir assinar o ato de criação do Estado de Israel. 
Em 1978,  Dr. Osmane Aïdi, proprietário do hotel, funda o Grupo Royal Monceau, que reúne o Royal Monceau, o Hotel Vernet de Paris, o Elysée Palace de Nice, o Hotel Miramar da Bretanha e o L’Ours Blanc em Alpe d’Huez. 
Michel Polnareff se hospedou lá no início dos anos 1990.
Em 2007, o empresário francês Alexandre Allard pôs fim ao litígio que opunha os acionistas do Royal Monceau e a empresa Qatari Diar torna-se a nova proprietária pelo valor de 250 milhões de euros. 
Desde 2008, o hotel entrou em renovação completa, sendo redecorado pelo designer Philippe Starck. 

### Renascimento do Palácio
No mês de junho de 2008, a integralidade do mobiliário foi colocada a leilão. A venda, levada pelo leiloeiro Cornette de Saint Cyr, arrecadou 3,3 milhões de euros. 
No dia 26 de junho de 2008, uma “Festa de Demolição” foi organizada para festejar o início das obras; 1.500 pessoas  foram convidadas a participar do evento, assistindo às performances dos peões de obra e de artistas – no lobby, pairava uma instalação gigantesca em madeira fluorescente e, nos corredores, viam-se uma projeção de um filme de Jean Baptiste Mondino, shows e até a realização de curta-metragem de Olivier Dahan, entre tantas atrações. 
Logo no dia seguinte, começaram as obras de renovação, sob a batuta de Philippe Starck. No verão de 2010, elas praticamente haviam sido concluídas. 

### O Royal Monceau hoje
Quando reabrir suas portas, o hotel terá 149 quartos (contra 260 antes), dos quais 54 suítes e 10 apartamentos de prestígio no imóvel ao lado, situado no nº 41 da Avenue Hoche, anexo ao palácio. Sem contar um spa de 1.500 metros quadrados equipado de uma piscina de 23m, um espaço para exposições, uma livraria de arte, uma sala de cinema com 99 lugares reservada à clientela. 
A gestão do hotel foi confiada ao grupo hoteleiro asiático Raffles e sua direção, a Aaron Kaupp.